# 木里喉毛花
木里喉毛花（学名：Comastoma muliense）为龙胆科喉毛花属下的一个种。

## 扩展阅读
- 維基物種上的相關：木里喉毛花